# キューシート
キューシート（英: Cue sheet）は、演劇、テレビ番組、ラジオ番組で使用されるタイムテーブルを個々に記した物である。

## 番組用キューシート
一般的なキューシートは番組の開始から、終了までの構成を秒単位で記し、これを元に番組の時間割が構成されている。娯楽番組などでは、放送の収録時に配られているが、ニュースなどでは放送時間中に変更を行うことがあり、リアルタイムに変更されることがある。
時刻割り自体がニュースなどになると難しくなるため、近年ではコンピュータ化され随時配られる。当初は現在のようなA4サイズが印刷出来る小型レーザープリンターが普及しておらず、LP用紙大（B4サイズよりちょっと大きめ）の印刷を行う中型のレーザープリンターで印刷されていた。また、これらは大型のコンピュータとも連動しており、番組の切り替えを自動で行うスイッチャーと連動することもある。

## VTR用キューシート
VTR用キューシートとは、録画済みビデオテープに何が入っているのかをテープのタイムコードに沿って書き入れたものである。一般に、素材であれば収録を行った技術会社、中間素材や原版であればポストプロダクションが記入する。キューシートの上部にはタイトル、クライアント名、広告会社名、制作会社名などの欄があり、必要とされる項目に記入する。シートの中段、一番大きいエリアがテープの内容を示す部分である。
|                     | 内容                 |
| 59'00'' 59'45''     | カラーバー           |
| 59'45'' 59'57''     | クレジット           |
| 1°00'00'' 1°00'30'' | wikipedia現る篇 30秒 |
| 1°01'00'' 1°01'45'' | カラーバー           |
| 1°01'45'' 1°01'57'' | クレジット           |
| 1°02'00'' 1°02'15'' | wikipedia現る篇 15秒 |

° ' ''はHMS、時分秒のことである。
キューシートを見るとカラーバー、クレジット、本編の位置や数がわかる。この例では1エッチ0分0秒から『wikipedia現る篇』というタイトルの本編があってそれが30秒であること、1エッチ2分0秒からまた本編があって今度は15秒であることがわかる。キューシートの下の欄は作業日時、VTR機種や編集室名、スタッフ名などを書く場所である。最後に収録素材、中間素材、完成原版などの区別用シールをキューシートやテープ本体、ビデオテープケースの表紙にわかりやすく貼る。ハンコの場合もある。各放送局、技術会社によって細部は異なる。また、用途によって書式は異なる。音声素材の場合はVTRとはやや異なるが、書いておくべき（伝えるべき）内容は大体同じである。